# 더 브릿지 (영화)
《더 브릿지》(영어: Causeway)는 2022년 개봉한 미국의 심리 드라마 영화이다. 연극 감독 라일라 노이거바워의 영화 감독 데뷔작이며, 각본에도 참여했다.

## 줄거리
미군 병사인 린제이는 아프가니스탄 복무 중 IED 폭발 사고로 뇌 손상을 입고 고향인 뉴올리언스로 돌아온다. 그녀는 다시 전장으로 복귀하길 원하지만, 의사는 그녀의 정신적인 불안정함을 우려하며 복귀 허가에 난색을 표한다. 재활 치료를 받으며 일상 복귀를 위해 애쓰던 린제이는 정비공 제임스와 우연히 가까워진다. 그녀는 제임스에게 자신이 레즈비언임을 밝히고, 제임스는 호수에서 조카를 잃은 교통사고 트라우마를 고백하며 서로의 상처를 공유한다. 둘은 각자의 트라우마를 극복하며 깊은 우정을 쌓아가고, 린제이는 재활을 통해 회복되어가지만 여전히 복귀를 갈망한다.

## 출연진
- 제니퍼 로렌스 - 린지 역
- 브라이언 타이리 헨리 - 제임스 역
- 린다 에먼드 - 글로리아 역
- 스티븐 매킨리 헨더슨 - 닥터 루커스 역
- 러셀 하버드 - 저스틴 역
- 제인 하우디셸 - 샤론 역
- 조슈아 헐 - 보안 설계사 역
- 프레드 웰러
- 숀 카르바할
- 윌 펄런
- 닐 허프